# Copa Mundial de Rugby de 1995
La Copa Mundial de Rugby de 1995 (IRB 1995 Rugby World Cup™ en inglés y 1995-Rugbywêreldbeker en afrikáans) fue la III Copa Mundial de Rugby, se celebró en Sudáfrica entre el 25 de mayo y el 24 de junio de 1995. Este torneo significó el regreso de la selección anfitriona, uno de los principales símbolos del régimen, a las competiciones oficiales, tras no participar en las ediciones de Nueva Zelanda 1987 e Inglaterra 1991 por las sanciones impuestas al país debido a su política de apartheid. La selección local terminó consiguiendo el título tras derrotar en Johannesburgo a Nueva Zelanda por 15-12. El resultado de este partido fue plasmado en la película de Clint Eastwood, Invictus, que mostraba precisamente el apadrinazgo político que marcó dicho evento en la cumbre del gobierno de Nelson Mandela por sus políticas de la nueva Sudáfrica.

## Equipos participantes
En este mundial participaron 16 equipos: los ocho cuartofinalistas de la Copa del Mundo de 1991 estaban automáticamente calificados, al igual que Sudáfrica como anfitrión del torneo. Los otros siete puestos fueron ocupados por los ganadores de eliminatorias regionales.
| África                                             | América                        | Europa                                                                                                 | Oceanía                                               | Asia           |
| -------------------------------------------------- | ------------------------------ | --- | ----------------------------------------------------- | -------------- |
| - Sudáfrica (anfitrión) - Costa de Marfil (África) | - Canadá - Argentina (América) | - Inglaterra - Francia - Irlanda - Escocia - Gales (Europa 1) - Italia (Europa 2) - Rumania (Europa 3) | - Australia - Nueva Zelanda - Samoa - Tonga (Oceanía) | - Japón (Asia) |

- En cursiva, los debutantes en la Copa Mundial de Rugby.

## Sedes
La III Copa Mundial fue la primera en ser organizada por un solo país. Para ello se remodelaron todos los estadios. Inicialmente se habían previsto otras cuatro regiones, pero se rechazaron por motivos de seguridad. Finalmente, los nueve estadios estuvieron listos en abril de 1995.
| \| Lugar \| Estadio \| Capacidad \| \| --------------- \| -------------------- \| --------- \| \| Johannesburgo \| Ellis Park \| 62.000 \| \| Pretoria \| Loftus Versfeld \| 50.000 \| \| Ciudad del Cabo \| Newlands \| 50.000 \| \| Durban \| Kings Park Stadium \| 50.000 \| \| Port Elizabeth \| Estadio Boet Erasmus \| 38.950 \| \| Bloemfontein \| Estadio Free State \| 40.000 \| \| Rustenburg \| Olympia Park \| 30.000 \| \| East London \| Estadio Basil Kenyon \| 22.000 \| \| Stellenbosch \| Estadio Danie Craven \| 16.000 \| |                      |           |
| Lugar | Estadio              | Capacidad |
| Johannesburgo | Ellis Park           | 62.000    |
| Pretoria | Loftus Versfeld      | 50.000    |
| Ciudad del Cabo | Newlands             | 50.000    |
| Durban | Kings Park Stadium   | 50.000    |
| Port Elizabeth | Estadio Boet Erasmus | 38.950    |
| Bloemfontein | Estadio Free State   | 40.000    |
| Rustenburg | Olympia Park         | 30.000    |
| East London | Estadio Basil Kenyon | 22.000    |
| Stellenbosch | Estadio Danie Craven | 16.000    |

## Sorteo de grupos
| Grupo A   | Grupo B    | Grupo C       | Grupo D         |
| --------- | ---------- | ------------- | --------------- |
| Sudáfrica | Inglaterra | Nueva Zelanda | Francia         |
| Australia | Samoa      | Irlanda       | Escocia         |
| Canadá    | Italia     | Gales         | Tonga           |
| Rumania   | Argentina  | Japón         | Costa de Marfil |

## Resultados

### Fase de grupos
El sistema de puntuación que se utilizó en la fase de grupos no se modificó desde la edición 1991:
- Tres puntos por un partido ganado.
- Dos puntos por un empate.
- Un punto para el perdedor.

### Grupo A
| Equipo    | Gan. | Emp. | Perd. | A favor | En contra | Puntos |
| --------- | ---- | ---- | ----- | ------- | --------- | ------ |
| Sudáfrica | 3    | 0    | 0     | 68      | 26        | 9      |
| Australia | 2    | 0    | 1     | 87      | 41        | 7      |
| Canadá    | 1    | 0    | 2     | 45      | 50        | 5      |
| Rumania   | 0    | 0    | 3     | 14      | 97        | 3      |
| 25 de mayo de 1995 | Sudáfrica                                                               | 27 – 18 (14-13) | Australia                                        | Estadio Newlands, Ciudad del Cabo,                              |                                                                 |
|                    | Tries: Hendriks Stransky Con: Stransky Pen: Stransky (4) Drop: Stransky |                 | Tries: Kearns Lynagh Con: Lynagh Pen: (2) Lynagh | Asistencia: 44.778 espectadores Árbitro(s): Derek Bevan (Gales) | Asistencia: 44.778 espectadores Árbitro(s): Derek Bevan (Gales) |

| 26 de mayo de 1995 | Canadá                                                              | 34 – 3 (11-3) | Rumania        | Estadio Boet Erasmus, Puerto Elizabeth,                               |                                                                       |
|                    | Tries: Charron McKenzie Snow Con: Rees (2) Pen: Rees (4) Drop: Rees |               | Pen: Nichitean | Asistencia: 8000 espectadores Árbitro(s): Colin Hawke (Nueva Zelanda) | Asistencia: 8000 espectadores Árbitro(s): Colin Hawke (Nueva Zelanda) |

| 30 de mayo de 1995 | Sudáfrica                                      | 21 – 8 (8-0) | Rumania                        | Estadio Newlands, Ciudad del Cabo,                                  |                                                                     |
|                    | Tries: Richter , Con: Johnson Pen: Johnson (3) |              | Tries: Gurănescu Pen: Ivanciuc | Asistencia: 45.000 espectadores Árbitro(s): Ken McCartney (Escocia) | Asistencia: 45.000 espectadores Árbitro(s): Ken McCartney (Escocia) |

| 31 de mayo de 1995 | Australia                                                | 27 – 11 (20-6) | Canadá                       | Estadio Boet Erasmus, Puerto Elizabeth,                             |                                                                     |
|                    | Tries: Lynagh Tabua Roff Con: Lynagh (3) Pen: Lynagh (2) |                | Tries: Charron Pen: (2) Rees | Asistencia: 16.000 espectadores Árbitro(s): Patrick Robin (Francia) | Asistencia: 16.000 espectadores Árbitro(s): Patrick Robin (Francia) |

| 3 de junio de 1995 | Australia                                                       | 42 – 3 (14-3) | Rumania       | Estadio Danie Craven, Stellenbosch,                             |                                                                 |
|                    | Tries: Smith Wilson Roff , Foley Burke Con: Burke (2) Eales (4) |               | Pen: Ivanciuc | Asistencia: 15.542 espectadores Árbitro(s): Naoki Saito (Japón) | Asistencia: 15.542 espectadores Árbitro(s): Naoki Saito (Japón) |

| 3 de junio de 1995 | Sudáfrica                                            | 20 – 0 (17-0) | Canadá | Estadio Boet Erasmus, Puerto Elizabeth,                            |                                                                    |
|                    | Tries: Richter , Con: Stransky (2) Pen: Stransky (2) |               |        | Asistencia: 31.000 espectadores Árbitro(s): David McHugh (Irlanda) | Asistencia: 31.000 espectadores Árbitro(s): David McHugh (Irlanda) |

### Grupo B
| Equipo     | Gan. | Emp. | Perd. | A favor | En contra | Puntos |
| ---------- | ---- | ---- | ----- | ------- | --------- | ------ |
| Inglaterra | 3    | 0    | 0     | 95      | 60        | 9      |
| Samoa      | 2    | 0    | 1     | 96      | 88        | 7      |
| Italia     | 1    | 0    | 2     | 69      | 94        | 5      |
| Argentina  | 0    | 0    | 3     | 69      | 87        | 3      |
| 27 de mayo de 1995 | Italia                                                                      | 18 – 42 (11-12) | Samoa                                                               | Estadio Basil Kenyon, East London                             |                                                               |
|                    | Tries: Vaccari Mllo. Cuttitta Con: Domínguez Pen: Domínguez Drop: Domínguez |                 | Tries: , Lima , Harder Kellett Tatupu Con: (2) Kellett Pen: Kellett | Asistencia: 7868 espectadores Árbitro(s): Joël Dumé (Francia) | Asistencia: 7868 espectadores Árbitro(s): Joël Dumé (Francia) |

| 27 de mayo de 1995 | Argentina                                         | 18 – 24 (0-12) | Inglaterra                       | Estadio Kings Park, Durban                                        |                                                                   |
|                    | Tries: Arbizu Noriega Con: Arbizu Pen: Arbizu (2) |                | Pen: (6) Andrew Drop: (2) Andrew | Asistencia: 35.000 espectadores Árbitro(s): Jim Fleming (Escocia) | Asistencia: 35.000 espectadores Árbitro(s): Jim Fleming (Escocia) |

| 30 de mayo de 1995 | Samoa                                                    | 32 – 26 (16-10) | Argentina                                                | Estadio Basil Kenyon, East London                                      |                                                                        |
|                    | Tries: Lam Leaupepe Harder Con: Kellett Pen: Kellett (5) |                 | Tries: Try penal Crexell Con: (2) Cilley Pen: (4) Cilley | Asistencia: 7960 espectadores Árbitro(s): David Bishop (Nueva Zelanda) | Asistencia: 7960 espectadores Árbitro(s): David Bishop (Nueva Zelanda) |

| 31 de mayo de 1995 | Inglaterra                                                   | 27 – 20 (16-10) | Italia                                                             | Estadio Kings Park, Durban                                             |                                                                        |
|                    | Tries: R. Underwood T. Underwood Con: Andrew Pen: Andrew (5) |                 | Tries: Mmo. Cuttitta Vaccari Con: (2) Domínguez Pen: (2) Domínguez | Asistencia: 45.093 espectadores Árbitro(s): Stephen Hilditch (Irlanda) | Asistencia: 45.093 espectadores Árbitro(s): Stephen Hilditch (Irlanda) |

| 4 de junio de 1995 | Argentina                                                     | 25 – 31 (12-12) | Italia                                                                | Estadio Basil Kenyon, East London                                |                                                                  |
|                    | Tries: Martin Try penal Corral Cilley Con: Cilley Pen: Cilley |                 | Tries: Vaccari Gerosa Domínguez Con: (2) Domínguez Pen: (4) Domínguez | Asistencia: 7571 espectadores Árbitro(s): Clayton Thomas (Gales) | Asistencia: 7571 espectadores Árbitro(s): Clayton Thomas (Gales) |

| 4 de junio de 1995 | Inglaterra                                                                        | 44 – 22 (21-0) | Samoa                                                   | Estadio Kings Park, Durban                                          |                                                                     |
|                    | Tries: R. Underwood , Back Try penal Con: Callard (3) Pen: Callard (5) Drop: Catt |                | Tries: , Sini Umaga Con: (2) Fa'amasino Pen: Fa'amasino | Asistencia: 35.000 espectadores Árbitro(s): Patrick Robin (Francia) | Asistencia: 35.000 espectadores Árbitro(s): Patrick Robin (Francia) |

### Grupo C
| Equipo        | Gan. | Emp. | Perd. | A favor | En contra | Puntos |
| ------------- | ---- | ---- | ----- | ------- | --------- | ------ |
| Nueva Zelanda | 3    | 0    | 0     | 222     | 45        | 9      |
| Irlanda       | 2    | 0    | 1     | 93      | 94        | 7      |
| Gales         | 1    | 0    | 2     | 89      | 68        | 5      |
| Japón         | 0    | 0    | 3     | 55      | 252       | 3      |
| 27 de mayo de 1995 | Japón        | 10 – 57 (0-36) | Gales                                                                              | Estadio Free State, Bloemfontein                                     |                                                                      |
|                    | Tries: Ota , |                | Tries: , G. Thomas , I. Evans Moore Taylor Con: (5) N. Jenkins Pen: (4) N. Jenkins | Asistencia: 15.000 espectadores Árbitro(s): Efraim Sklar (Argentina) | Asistencia: 15.000 espectadores Árbitro(s): Efraim Sklar (Argentina) |

| 27 de mayo de 1995 | Irlanda                                       | 19 – 43 (12-20) | Nueva Zelanda                                                            | Estadio Ellis Park, Johannesburgo                                      |                                                                        |
|                    | Tries: Corkery McBride Halpin Con: Elwood (2) |                 | Tries: , Lomu Kronfeld Bunce Osborne Con: (3) Mehrtens Pen: (4) Mehrtens | Asistencia: 38.000 espectadores Árbitro(s): Wayne Erickson (Australia) | Asistencia: 38.000 espectadores Árbitro(s): Wayne Erickson (Australia) |

| 31 de mayo de 1995 | Irlanda                                                                                        | 50 – 28 (19-14) | Japón                                                    | Estadio Free State, Bloemfontein                                       |                                                                        |
|                    | Tries: Francis Geoghegan Corkery Halvey Hogan Try penal , Conversiones: Burke (6) Penal: Burke |                 | Tries: Latu Izawa Hirao Takura Conversiones: (4) Yoshida | Asistencia: 15.000 espectadores Árbitro(s): Stef Neethling (Sudáfrica) | Asistencia: 15.000 espectadores Árbitro(s): Stef Neethling (Sudáfrica) |

| 31 de mayo de 1995 | Nueva Zelanda                                                                   | 34 – 9 (20-6) | Gales                                    | Estadio Ellis Park, Johannesburgo                                    |                                                                      |
|                    | Tries: Ellis Little Kronfeld Con: Mehrtens (2) Pen: Mehrtens (4) Drop: Mehrtens |               | Penales: (2) N. Jenkins Drop: N. Jenkins | Asistencia: 45.000 espectadores Árbitro(s): Ed Morrison (Inglaterra) | Asistencia: 45.000 espectadores Árbitro(s): Ed Morrison (Inglaterra) |

| 4 de junio de 1995 | Japón                                         | 17 – 145 (3-84) | Nueva Zelanda                                                                                             | Estadio Free State, Bloemfontein                                     |                                                                      |
|                    | Tries: Kajihara , Con: Hirose (2) Pen: Hirose |                 | Tries: , Ellis , Rush , Wilson , R. Brooke , Osborne Loe Culhane Henderson Dowd Ieremia Con: (20) Culhane | Asistencia: 25.000 espectadores Árbitro(s): George Gadjovic (Canadá) | Asistencia: 25.000 espectadores Árbitro(s): George Gadjovic (Canadá) |

| 4 de junio de 1995 | Irlanda                                                      | 24 – 23 (14-3) | Gales                                                                           | Estadio Ellis Park, Johannesburgo                                  |                                                                    |
|                    | Tries: Halvey Popplewell McBride Con: Elwood (3) Pen: Elwood |                | Tries: Humphreys Taylor Con: (2) N. Jenkins Pen: (2) N. Jenkins Drop: A. Davies | Asistencia: 40.000 espectadores Árbitro(s): Ian Rogers (Sudáfrica) | Asistencia: 40.000 espectadores Árbitro(s): Ian Rogers (Sudáfrica) |

### Grupo D
| Equipo          | Gan. | Emp. | Perd. | A favor | En contra | Puntos |
| --------------- | ---- | ---- | ----- | ------- | --------- | ------ |
| Francia         | 3    | 0    | 0     | 114     | 47        | 9      |
| Escocia         | 2    | 0    | 1     | 149     | 27        | 7      |
| Tonga           | 1    | 0    | 2     | 44      | 90        | 5      |
| Costa de Marfil | 0    | 0    | 3     | 29      | 172       | 3      |
| 26 de mayo | Costa de Marfil | 0 - 89 | Escocia | Olympia Park, Rustenburg |  |

| 26 de mayo | Francia | 38 - 10 | Tonga | Loftus Versfeld, Pretoria |  |

| 30 de mayo | Francia | 54 - 18 | Costa de Marfil | Olympia Park, Rustenburg |  |

| 30 de mayo | Escocia | 41 - 5 | Tonga | Loftus Versfeld, Pretoria |  |

| 3 de junio | Costa de Marfil | 11 - 29 | Tonga | Olympia Park, Rustenburg |  |

| 3 de junio | Francia | 22 - 19 | Escocia | Loftus Versfeld, Pretoria |  |

## Fase final
|  | Cuartos de final                                | Cuartos de final                                |                                                                |            | Semifinales            | Semifinales            |  |  | Final                                           | Final |
|  |                                                 |                                                 |                                                                |            |                        |                        |  |  |                                                 |       |
|  | 10 de junio - Estadio Ellis Park, Johannesburgo |                                                 |                                                                |            |                        |                        |  |  |                                                 |       |
|  |                                                 |                                                 |                                                                |            |                        |                        |  |  |                                                 |       |
|  | Sudáfrica                                       | 42                                              |                                                                |            |                        |                        |  |  |                                                 |       |
|  | Sudáfrica                                       | 42                                              | 17 de junio - Estadio Kings Park, Durban                       |            |                        |                        |  |  |                                                 |       |
|  | Samoa                                           | 14                                              |                                                                |            |                        |                        |  |  |                                                 |       |
|  | Samoa                                           | 14                                              | Sudáfrica                                                      | 19         |                        |                        |  |  |                                                 |       |
|  | 10 de junio - Estadio Kings Park, Durban        |                                                 | Sudáfrica                                                      | 19         |                        |                        |  |  |                                                 |       |
|  |                                                 | Francia                                         | 15                                                             |            |                        |                        |  |  |                                                 |       |
|  | Francia                                         | Francia                                         | 15                                                             | 36         |                        |                        |  |  |                                                 |       |
|  | Francia                                         |                                                 | 24 de junio - Estadio Ellis Park, Johannesburgo (tiempo extra) | 36         |                        |                        |  |  |                                                 |       |
|  | Irlanda                                         | 12                                              |                                                                |            |                        |                        |  |  |                                                 |       |
|  | Irlanda                                         | 12                                              | Sudáfrica                                                      | 15         |                        |                        |  |  |                                                 |       |
|  | 11 de junio - Estadio Newlands, Ciudad del Cabo |                                                 | Sudáfrica                                                      | 15         |                        |                        |  |  |                                                 |       |
|  |                                                 | Nueva Zelanda                                   | 12                                                             |            |                        |                        |  |  |                                                 |       |
|  | Inglaterra                                      | Nueva Zelanda                                   | 12                                                             | 25         |                        |                        |  |  |                                                 |       |
|  | Inglaterra                                      | 18 de junio - Estadio Newlands, Ciudad del Cabo |                                                                | 25         |                        |                        |  |  |                                                 |       |
|  | Australia                                       | 22                                              |                                                                |            |                        |                        |  |  |                                                 |       |
|  | Australia                                       | 22                                              | Inglaterra                                                     | 29         | Tercer y cuarto puesto | Tercer y cuarto puesto |  |  |                                                 |       |
|  | 11 de junio - Estadio Loftus Versfeld, Pretoria |                                                 | Inglaterra                                                     | 29         | Tercer y cuarto puesto | Tercer y cuarto puesto |  |  |                                                 |       |
|  |                                                 | Nueva Zelanda                                   | 45                                                             |            |                        |                        |  |  |                                                 |       |
|  | Nueva Zelanda                                   | Nueva Zelanda                                   | 45                                                             | 48         | Francia                | 19                     |  |  |                                                 |       |
|  | Nueva Zelanda                                   |                                                 |                                                                | 48         | Francia                | 19                     |  |  |                                                 |       |
|  | Escocia                                         | 30                                              |                                                                | Inglaterra | 9                      |                        |  |  |                                                 |       |
|  | Escocia                                         | 30                                              |                                                                |            | 9                      |                        |  |  |                                                 |       |
|  |                                                 |                                                 |                                                                |            |                        |                        |  |  | 22 de junio - Estadio Loftus Versfeld, Pretoria |       |
|  |                                                 |                                                 |                                                                |            |                        |                        |  |  |                                                 |       |

### Cuartos de final
| 10 de junio de 1995 | Francia                                                  | 36 – 12 | Irlanda         | Estadio Kings Park, Durban,                                          |                                                                      |
|                     | Tries: Saint-André Ntamack Con: Lacroix Pen: Lacroix (8) |         | Pen: (4) Elwood | Asistencia: 20.000 espectadores Árbitro(s): Ed Morrison (Inglaterra) | Asistencia: 20.000 espectadores Árbitro(s): Ed Morrison (Inglaterra) |

| 10 de junio de 1995 | Sudáfrica                                                           | 42 – 14 | Samoa                                          | Estadio Ellis Park, Johannesburgo,                                |                                                                   |
|                     | Tries: Williams , Rossouw Andrews Con: Johnson (3) Pen: Johnson (2) |         | Tries: Tatupu Nu'uali'itia Con: (2) Fa'amasino | Asistencia: 54.169 espectadores Árbitro(s): Jim Fleming (Escocia) | Asistencia: 54.169 espectadores Árbitro(s): Jim Fleming (Escocia) |

| 11 de junio de 1995 | Inglaterra                                                   | 25 – 22 | Australia                                | Estadio Newlands, Ciudad del Cabo,                                       |                                                                          |
|                     | Tries: T. Underwood Con: Andrew Pen: Andrew (5) Drop: Andrew | Reporte | Tries: Smith Con: Lynagh Pen: (5) Lynagh | Asistencia: 35.448 espectadores Árbitro(s): David Bishop (Nueva Zelanda) | Asistencia: 35.448 espectadores Árbitro(s): David Bishop (Nueva Zelanda) |

| 11 de junio de 1995 | Nueva Zelanda                                                                       | 48 – 30 | Escocia                                                             | Estadio Loftus Versfeld, Pretoria,                              |                                                                 |
|                     | Tries: Little , Lomu Mehrtens Bunce Fitzpatrick Con: Mehrtens (6) Pen: Mehrtens (2) |         | Tries: , Weir S. Hastings Con: (3) G. Hastings Pen: (3) G. Hastings | Asistencia: 28.000 espectadores Árbitro(s): Derek Bevan (Gales) | Asistencia: 28.000 espectadores Árbitro(s): Derek Bevan (Gales) |

### Semifinales
| 17 de junio de 1995 | Sudáfrica                                     | 19 – 15 | Francia          | Estadio Kings Park, Durban,                                     |                                                                 |
|                     | Tries: Kruger Con: Stransky Pen: Stransky (4) |         | Pen: (5) Lacroix | Asistencia: 49.773 espectadores Árbitro(s): Derek Bevan (Gales) | Asistencia: 49.773 espectadores Árbitro(s): Derek Bevan (Gales) |

| 18 de junio de 1995 | Inglaterra                                                  | 29 – 45 | Nueva Zelanda                                                                           | Estadio Newlands, Ciudad del Cabo,                                     |                                                                        |
|                     | Tries: Carling , R. Underwood , Con: Andrew (3) Pen: Andrew | Reporte | Tries: , Lomu Kronfeld Bachop Con: (3) Mehrtens Pen: Mehrtens Drops: Z. Brooke Mehrtens | Asistencia: 51.000 espectadores Árbitro(s): Stephen Hilditch (Irlanda) | Asistencia: 51.000 espectadores Árbitro(s): Stephen Hilditch (Irlanda) |

### Tercer y cuarto puestos
| 22 de junio de 1995 | Francia                                | 19 – 9 | Inglaterra      | Estadio Loftus Versfeld, Pretoria,                                       |                                                                          |
|                     | Tries: Roumat Ntamack Pen: Lacroix (3) |        | Pen: (3) Andrew | Asistencia: 44.000 espectadores Árbitro(s): David Bishop (Nueva Zelanda) | Asistencia: 44.000 espectadores Árbitro(s): David Bishop (Nueva Zelanda) |

### Final
| 24 de junio de 1995 | Sudáfrica                                                      | 15 – 12 (t.e.) | Nueva Zelanda                                       | Estadio Ellis Park, Johannesburgo,                      |                                                         |
|                     | Penales Stransky (3) 10', 22', 90' Drops Stransky (2) 31', 92' | Reporte        | Penales 5', 13', 83' (3) Mehrtens Drop 55' Mehrtens | Asistencia: 63.000 espectadores Árbitro(s): Ed Morrison | Asistencia: 63.000 espectadores Árbitro(s): Ed Morrison |

| Sudáfrica         |
|                   |
| Campeón Sudáfrica |
| Primer título     |

## Equipo Ideal
Los componentes del equipo ideal de cada mundial son elegidos por todos los miembros de la prensa acreditados y los entrenadores de los equipos participantes. En 1995 el equipo quedó compuesto de la siguiente manera:
- 15  Jean Luc Sadourny
- 14  Émile N'Tamack
- 13  Jason Little
- 12  Walter Little
- 11  Jonah Lomu
- 10  Joel Stransky
- 9  Joost van der Westhuizen
- 8  Zinzan Brooke
- 7  Josh Kronfeld
- 6  Francois Pienaar
- 5  John Eales
- 4  Ian Jones
- 3  Olo Brown
- 2  Sean Fitzpatrick
- 1  Matias Corral

## Premios y mejores anotadores
Con todos los partidos jugados (seis), el ensayo considerado como el mejor en la historia del torneo (contra Inglaterra, el XV de la Rosa) y siete ensayos conseguidos y transformados, el neozelandés: Jonah Lomu fue elegido como el Mejor Jugador del Torneo.

### Mejores anotadores
| Puesto | Jugador         | Selección     | Puntos | Ensayos | Transformaciones | Golpes de castigo | Drops |
| ------ | --------------- | ------------- | ------ | ------- | ---------------- | ----------------- | ----- |
| 1      | Thierry Lacroix | Francia       | 112    | 4       | 7                | 26                | 0     |
| 2      | Gavin Hastings  | Escocia       | 104    | 5       | 14               | 17                | 0     |
| 3      | Andrew Mehrtens | Nueva Zelanda | 84     | 1       | 14               | 14                | 3     |
| 4      | Rob Andrew      | Inglaterra    | 79     | 0       | 5                | 20                | 3     |
| 5      | Joel Stransky   | Sudáfrica     | 61     | 1       | 4                | 13                | 3     |

### Mejores anotadores de ensayos
| Jugador         | Selección     | Ensayos |
| --------------- | ------------- | ------- |
| Jonah Lomu      | Nueva Zelanda | 7       |
| Marc Ellis      | Nueva Zelanda | 7       |
| Gavin Hastings  | Escocia       | 5       |
| Rory Underwood  | Inglaterra    | 5       |
| Thierry Lacroix | Francia       | 4       |